# 肖雁宁
肖雁宁（XIAO Yanning，1998年2月23日—），四川达州人，中国女子花样游泳運動員。

## 簡歷
肖雁宁从小喜欢游泳，在通川区一小读二年级时，父母将她转学到成都读书，接受高水平的游泳技术训练。
花样游泳教练郑嘉認為，肖雁宁的特点是技术全面、悟性很强，在同年龄段之間顯得优秀。
2015年，肖雁宁进入国家队，成為其時国家队年龄最小的一位。同年7至8月，肖雁宁便以替补身分，與隊友出戰俄羅斯喀山舉辦的世界游泳錦標賽韻律泳比賽，先後在集體技術自選、集體自由自選及自由組合項目，奪得三面銀牌。